# Portret damy w futrzanej etoli
Portret damy w futrzanej etoli – obraz olejny przypisywany hiszpańskiemu malarzowi Alonsowi Sánchez Coello, w następstwie badań ekspertów z Uniwersytetu w Glasgow przeprowadzonych w 2019 roku.
Wcześniej przez wiele lat portret Pani w futrze uznawano za wizerunek Jeronimy de las Cuevas, wielkiej miłości Dominikosa Theotokopulosa, znanego jako El Greco, któremu przypisywano także autorstwo dzieła. Jeronima była jego partnerką życiową i matką jego jedynego syna Jorge Manuela.
W 1838 roku obraz został wystawiony w Luwrze pod tytułem Portret córki El Greca. Od tego czasu identyfikacja postaci, a później także autorstwo dzieła, było wielokrotnie podważane. W najnowszych badaniach historycy, podważając autorstwo El Greca, wysuwali również przypuszczenie, iż portret kobiety może przedstawiać anonimową zamożną Greczynkę lub księżną Béjar. Argumentem przemawiającym za taką tezą jest gładka faktura obrazu i zbyt duża staranność w odtworzeniu szczegółów, np. brzegów woalu czy futra, gdzie każdy niemal włosek został namalowany z osobna, a także zbyt zimny i czysty koloryt. Taki styl nie pasuje do stylu El Greca, nawet z tego okresu, gdy malował jeszcze pod wpływem Tycjana czy Tintoretta. Sam wizerunek modelki o owalnej twarzy, wielkich oczach i bardzo drobnych, mięsistych ustach jest bliski typowi Madonny czy Marii Magdaleny, którym artysta nadawał rysy swojej ukochanej, lecz nie posiada charakterystycznej dla stylu artysty ekspresji uczuć ani hiszpańskiego temperamentu. Pierwszym obrazem, na którym bez wątpienia została ukazana Jerónima de las Cuevas, jest Święta Weronika trzymająca chustę.
W 1853 roku obraz został zakupiony przez Sir Williama Stirlinga Maxwella na aukcji w Londynie od hiszpańskiej galerii Louis-Philippe. W 1966 roku Anne Maxwell Macdonald dzieło wraz z posiadłością Pollok House, przekazała miastu Glasgow
W latach 1885–1886 francuski malarz Paul Cézanne wykonał kopię portretu. Została namalowana na podstawie reprodukcji z czasopisma, które zamiast oryginału wydrukowało reprodukcję z ryciny autorstwa Alberta Giacomettiego. Cézanne nadał modelce ten sam grymas ust, widoczny na rycinie, a którego nie ma na oryginale. W 2012 roku, pod tytułem Dama w gronostajach, obraz znajdujący się w kolekcji magnata żeglugowego George Embirikosa został wyceniony przez dom aukcyjny Christie’s na kwotę 5–7 mln dolarów.